# Schloss Siegritz

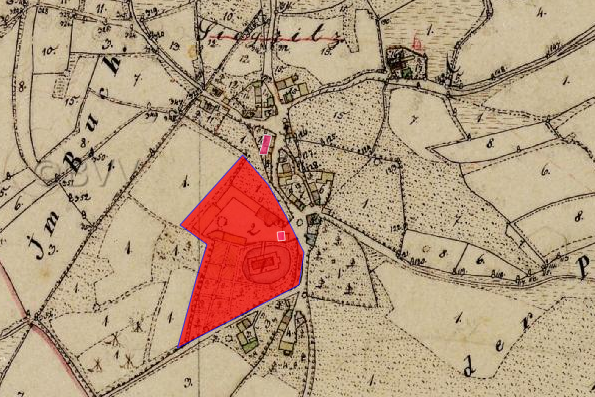
Lageplan von Schloss Siegritz auf dem Urkataster von Bayern

Das abgegangene Schloss Siegritz (früher vermutlich als genetivischer Ortsname mit Sigharts bezeichnet) befand sich in dem gleichnamigen Ortsteil Siegritz der Oberpfälzer Stadt Erbendorf im Landkreis Tirschenreuth (Siegritz Nr. 1 und 2). Die Anlage wird als Bodendenkmal unter der Aktennummer D-3-6138-0007 im Bayernatlas als „archäologische Befunde des abgebrochenen frühneuzeitlichen Schlosses von Siegritz, zuvor mittelalterliche Burg“ geführt. 

## Geschichte
Die Wasserburg Siegritz wurde vermutlich im 12. Jahrhundert von Dienstmannen der Grafen von Sulzbach gegründet. 1362 wird sie im Besitz der Pfreimder erwähnt. 1396 wird in dem Leuchtenberger Lehenbuch Heinrich II. Pfreimder zum Siegharts genannt. Dabei heißt es: Idem das dorff zum Sighartz und die sycz daselbst. Es wird also neben der Wasserburg auch eine zweite Anlage, die Turmburg Siegritz, erwähnt. Gemäß dem Salbuch von 1637 des Johann Peter Weickmann waren die Deimer die Vorgänger der Pfreimder. Gegen Ende des 15. Jahrhunderts war Georg von Trautenberg im Besitz der Burg. 1485 ist hier Eberhard von Streitberg zu Sigharts in der bayerischen Landtafel des Herzogs Georg der Reiche genannt. 1498 geht die Burg an den Sohn Jörg des Eberhard. 1518 wird dieser in dem pfälzischen Landsassenregister als Herr Jorgig von Streitperg, Ritter zum Sigharts genannt. Nach dessen Tod († 1523) folgen ihm seine noch unmündigen Söhne Adam und Fritz unter einer Vormundschaft nach. 1535 erhält  Adam von Streitberg aufgrund einer Erbteilung Siegritz mit allen Zugehörungen. Dieser kauft 1541 auch noch Grötschenreuth und Frauenberg hinzu. Nach seinem Tod († 1556) erbt sein Sohn Jörg den Besitz, verstirbt aber bereits 1557. Nach dessen Tod bricht ein Streit zwischen den sechs Schwestern des Jörg auf der einen und dem Landgrafen von Leuchtenberg bzw. den leuchtenbergischen Verwalter Adam Perg und seinem Schwiegersohn Jörg von Thein auf der anderen Seite aus. 1575 wird der Ansitz an die Töchter Adam von Streitbergs verkauft. Diese verkaufen den Besitz 1578 an Christoph von Rotschütz, einem markgräflichen brandenburgischen Amtmann zu Hohnberg. Ihm folgt auf dem Tauschweg 1580 Hans Samson von Hirschberg nach. Nach dessen Tod († 1593) wird das Gut wegen der darauf liegenden hohen Schuldenlast unter Zwangsverwaltung gestellt bzw. als heimgefallenes Lehen der Leuchtenberger angesehen. 1594 wird der Erbendorfer Richter Quirin Podenmayr hier Verwalter und nach ihm am 21. Juni 1599 der Bürger zu Leuchtenberg Andreas Katzner.
1605 wird Siegritz als allodiales Gut an Hans Georg Steinhauser verkauft. Im Dreißigjährigen Krieg wird Siegritz 1632 und ebenso 1642 (durch die Truppen des Johann von Spork) geplündert, 1643 nochmals durch kaiserliche Truppen unter dem welschen Graf Ventelor. 1638 kommt es über die einzige Tochter Margareta Salome († 1654) an den Schwiegersohn des Hans Georg, nämlich an Johann Paul Weickmann († 1689). 1690 übernimmt Johann Christoph Weickmann das Erbe seines Vaters. 1712 folgt Eva Susanna von Weickmann als Besitzerin von Siegritz, für die ihr Vetter Johann Karl von Schaumberg (ein Enkel des Johann Paul von Weickmann) die Landsassenpflicht am 20. April 1712 ablegt.
Diesem folgen 1716 Johann Karl von Schaumberg, 1719 Johann Christopf Wilhelm von Sauerzapf und 1727 Johann Rudolf von Schepper nach. Dieser lässt das Schloss auf den Grundmauern des alten Schlosses neu erbauen. 1789 bis 1865 kommt es an Georg Michael von Ibscher und bis 1869 an seine Nachfolger, dann an Philipp Freiherr von Künsberg bzw. an dessen Bruder Franz von Künsberg als Verwalter. Danach kommt Siegritz in bürgerliche Hände und das Rittergut Siegritz wird „zertrümmert“.

## Wasserschloss Siegritz einst und jetzt
Nach frühen Abbildungen war Siegritz um 1594 ein zweigeschossiges Gebäude mit einem weiteren Fachwerkgeschoss, das von einem Wassergraben umzogen war. Nach der Darstellung von Christoph Vogel um 1600 war hier ebenfalls ein Gebäude mit zwei Stockwerken und einem Satteldach. Das Anwesen war von einer Mauer mit einem Tor und einem Torturm geschützt. Im Vorhof sind eine Stallung für Rinder und ein Rossstall untergebracht.
1729 wurde das Hauptgebäude abgerissen und an seiner Stelle das neue Schloss von Johann Rudolf von Schepper erbaut. Dieses war aber 1875 so baufällig, dass sein damaliger Besitzer, der Landwirt Johann Schmalzreich, das Innere ausbrechen und alles Brauchbare verkaufen ließ. Es blieb letztlich eine dachlose Ruine stehen, von der im Januar 1920 die Westmauer einstürzte. 1975 bestand hier noch der Rest eines etwa 4 m breiten Ringgrabens, 1998 existierte auch noch ein hufeisenförmiger und nach Westen offener Wall mit 2,5 m Höhe. Ebenso war noch ein Mauerstumpf erkennbar. Zwischenzeitlich ist die Anlage durch landwirtschaftliche Eingriffe völlig eingeebnet.
Erhalten geblieben ist die Vorburg mit dem streitbergischen Neubau aus dem 16. Jahrhundert und ein walmdachgedeckter ehemaliger Pferdestall, der aus dem Jahr 1794 stammt. Diese Teile sind denkmalgeschützt.